# Otruševec
Otruševec is een plaats in de gemeente Samobor in de Kroatische provincie Zagreb. De plaats telt 298 inwoners (2001).